# Musca ornithovora
Musca ornithovora är en tvåvingeart som först beskrevs av Giovanni Antonio Scopoli 1763.  Musca ornithovora ingår i släktet Musca och familjen ostflugor.
Artens utbredningsområde är Slovenien. Inga underarter finns listade i Catalogue of Life.